# Mida
- Commons
- Wikispecies

Mida é um género botânico pertencente à família Santalaceae.
1. ↑  «Mida — World Flora Online». www.worldfloraonline.org. Consultado em 19 de agosto de 2020